# 阿卡德 (喬治亞州)
阿卡德（英語：Arcade）是一個位於美國喬治亞州傑克遜縣的城市。

## 地理
阿卡德的座標為34°04′37″N 83°33′04″W / 34.07694°N 83.55111°W，而該地的平均海拔高度為267米（即876英尺）。

## 人口
根據2010年美國人口普查的數據，阿卡德的面積為22.00平方千米，當中陸地面積為21.80平方千米，而水域面積為0.20平方千米。當地共有人口1786人，而人口密度為每平方千米81.18人。